# تاريخ تركيا الدستوري
العملية الدستورية في تركيا بدأت بسندِ الاتفاقِ الصادرِ عام 1808 ومستمرة حتي يومنا هذا. أُعد سند الاتفاق من قبل علمدار مصطفى باشا في عهد السلطان محمود الثاني لبسط سيادة الدولة العثمانية في الريف بين أعيان الروملي والأناضول والدولة العثمانية في 29 سبتمبر 1808. بسندِ الاتفاقِ تم تقليص سلطةِ الدولةِ لأول مرة في تاريخ الدولة العثمانية، ولذا فهذه الوثيقة هي بمثابة أول وثيقة دستورية في تاريخ الأتراك. وفي فترة عبد المجيد، أُصدر فرمان التنظيمات الذي أعده مصطفي رشيد باشا في 3 نوفمبر عام 1839. وبمقتضي هذا الفرمان، حَلف السلطانُ اليمينَ وفقاً لمبادئ الفرمانِ وقوانينِه. أصدر عبد المجيد فرمان الإصلاحات المُكمِل والمُؤكد لفرمان التنظيمات في عام 1856. بدأ المثقفون والكُتَّاب العثمانيون الشباب، والناشئون في فترة التنظيمات يُطالبون بالإدارة الشرعية متأثرين بأوروبا، فقاموا بعزلِ عبد العزيز لإعلان الشرعية وعيَنوا عبد الحميد الثاني خلفاً له. أًصدر القانون الأساسي -الذي أعده مدحت باشا في 23 ديسمبر عام 1876 - متضمنًا الشرعية. يُعد القانون الأساسي دستورًا طبقًا للمعايير الشكلية. كان يُمكن للسلطان تعليقُ الدستورِ في الأوضاع الطارئة، وذلك بمقتضي المادة رقم 113 من القانون الأساسي الذي يُعد بمثابة أول دستور في تاريخ الأتراك والمُكوَن من 119 مادةً و 12 قسمًا، وقد عَلَّق عبد الحميد الثاني الدستورَ بسبب (حرب 93) أو الحرب العثمانية الروسية عام1877 . أعاد عبد الحميد الثاني تفعيلَ دستورِ 1876 بسبب التمرد العسكري الذي حدث عام 1908، وبهذا بدأت فترة الشرعية الثانية. بعد عزل عبد الحميد الثاني بسبب عصيان 31 مارس، أُجريت تعديلات مهمة علي الدستور عام 1909، وبهذه التعديلات أصبح دستور 1876 دستورَ ملكية برلمانية.
بعد هزيمة الدولة العثمانية في الحرب العالمية الأولى، واحتلال إسطنبول في 16 مارس عام 1920، عقد مجلسُ النوابِ العثماني اجتماعًا أخيرًا، وتعطلت مهامُه. وبعد حل مجلس النواب في 11 إبريل عام 1920 بأمر من داماد فريد باشا، اجتمع أول مجلس أمة في 23 إبريل عام 1920 في أنقرة. قَبِل المجلسُ الدستورَ في 20 يناير عام 1921 . وبالتعديلات التي أُجريت علي هذا الدستور -الذي يُعد بمثابة الدستور المرن الوحيد للجمهورية التركية- ظهرت عناصر مثل نظام الدولة، ودينها، ولغتها، وعاصمتها، ورئيسها. عَنِيَ مجلسُ الأمةِ التركي في فترته الثانية بوضع دستور جديد بسبب عدم إلغاء القانون الأساسي لعام 1876 بشكل رسمي، وعدم كون دستورُ 1921 كاملًا للدرجة التي تلبي احتياجاتُ الدولةِ الجديدة. وتمت الموافقة علي الدستور الجديد دستور عام 1924 في يوم 20 إبريل عام 1924 . إن دستورَ 1924 من جهة وحدة السلطات الثلاث (التشريعية، والتنفيذية، والقضائية) فهو خطوة مهمة لنظام برلماني أفضل مما تضمنه دستور 1921 وظل دستورُ 1924 مفعلًا حتي عام 1961.
وفي يوم 27 مايو عام 1960، تولت مجموعة من الضباط ُتعرف بلجنة الوحدة الوطنية إدارة البلاد. تشكل مجلس تأسيسي لوضع دستور جديد، وبعد أن أعد هذا المجلسُ الدستورَ الجديدَ دستورَ 1961، أَجري تصويت شعبي عليه في 9 يونيو عام 1961، وتمت الموافقة عليه بنسبة 61.5 في المائة. وبسبب زيادة أحداث العنف السياسي مع نهاية عام 1960 في تركيا، وعدم إمكان وقفها، أرغم رئيس الأركان وقادة الجيش في 12 مارس عام 1971 دميريل رئيس وزراء هذه الفترة علي الاستقالة. وبعد استقالة دميريل تشكلت حكومة غير حزبية بدعم من الجيش، وأُجري تعديل دستوري. تولي الجيش إدارة البلادِ بسبب عدم التوصل للنتائج المُتوَقعَة من مُذكرة 12 مارس. طبقًا للقانون الصادر في 29 يوليو عام 1981، تشكل مجلس تأسيسي لوضع دستور. وفي 7 نوفمبر عام 1982، أجري هذا المجلسُ المُكوَنُ من مجلس الأمن القومي ومجلس الشوري تصويتًا شعبيًا علي الدستور الذي أعده، وتمت الموافقة علي الدستور بنسبة 91.37 في المائة وعندئذ تم تفعيله.

## التطورات الدستورية في الدولة العثمانية

### سند الاتفاق
السلطان: محمود الثاني
المُعِد: علمدار مصطفى باشا
التاريخ: 6 أكتوبر 1808
عدد المواد: مدخل و 7 بنود و مُلحق إضافي
الأطراف: الدولة العثمانية و الأعيان
ولَّي زعيمُ الروسِ علمدار مصطفى باشا محمودَ الثاني مقاليدَ الحكمِ بعد اغتيال سليم الثالث الذي أراد تولي الحكم مرة أخري، وبعد ذلك أصبح محمودُ الثاني الصدر الأعظم. وعندما فقدت الدولة العثمانية سيطرتها علي الريف، قامت في 29 سبتمبر عام 1808 بعقد اجتماع مُوسَّع (meşveret_i amme) في كاخيتخان مع مسؤولي الروم والأناضول مَن لا يرغبون في السيطرة المركزية لاستعادة سيطرتها علي الريف مرة أخري مُبرِمَةً اتفاقًا معهم. وقَّع كلا الطرفين وثيقة تُعرف بسند الاتفاق في 7 أكتوبر عام 1808. وفُعِّلِت هذه الوثيقة المُبرَمة بعد تصديق السلطان عليها. تتكون هذه الوثيقة من مقدمة، وسبعة بنود، ومُلحق إضافي. جاء في جزء المقدمة ما يلي (تُعقد اجتماعات بهدف تقوية الدولة العثمانية (Devlet_i Aliyenin kuvvet_i kamilesi esbabını istihsal) بعد فساد نظامها، وضعف نفوذها، وتربص أعداء كُثر لها، وفي النهاية يُعقد هذا الاتفاق). وجاء في جزء السبعة بنود ما يلي (يقبل مُبرِموا الاتفاق أن يكون السلطان رئيسَ الدولة، وأن يحافظ الجند علي خزينة الدولة ودخولها بعد بناء الدولة العسكرية، وأن ينفذوا كلَ أمر آتٍ من الصدر الأعظم علي أنه أمر آتٍ من السلطان، ولا يعترضوا عليه، وإذا حدثت فتنة أو فساد في العاصمة يأتوا إليها دون استدعاء، ويُغِيروا علي المتمردين، وأن يَعدِلوا في فرض الضرائب علي الفقراء والرعية وذلك في الحوادث الناتجة عن إدارة الأسرالحاكمة). أمَّا في جزء المُلحق الإضافي فجاء ما يلي (لإمكان تطبيق السند بشكل دائم، يُعرض علي الصدر الأعظم، وشيخ الإسلام أو لا بعد إبرامه).
إن لِسند الاتفاق أهمية كبيرة حيث إنه أول وثيقة رسمية تحدد سُلطات السلطان العثماني، كما إنه يُعد بمثابة اتفاق قد يُطلق عليه (دستورمكتوب) بين الحاكم والمسؤولين. هذه الوثيقة التي تُعد أول خُطوة تجاه مفهوم دولة القانون هي وثيقة تُشبه الدستور، لكنها ليست دستورًا من الناحية الشكلية. يتشابه سندُ الاتفاقِ مع اتفاق ماغنا كارتا المُبرَم في إنجلترا عام 1215 من جهة المحتوي، ويختلف معه من ناحية مكان الإبرام. كما أنه تم توقيع اتفاق ماغنا كارتا بسبب إجبار البارونات، أمَّا سند الاتفاق لم يُوقَّع بسبب إرغام الزعماء بل كانوا طرفًا في السند.

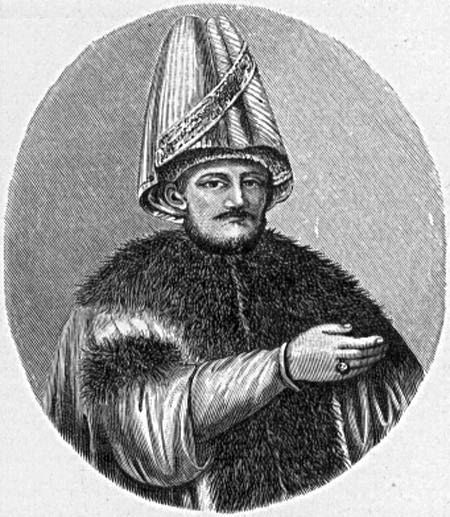
علمدار مصطفى باشا الذي أعد سند الاتفاق الذي حدد سلطة الدولة لأول مرة في تاريخ الأتراك.

### فرمان التنظيمات
أعلن مصطفي رشيد باشا في 3 نوفمبرعام 1839، في حديقة جولهان فرمانَ التنظيمات الذي يُعد أول مراحل التأثر بمبادئ القانون الغربي، والذي أعده مصطفي رشيد باشا بأمر من السلطان عبد الحميد الثاني الذي تولي مقاليد الحكم خلفًا لمحمود الثاني. حضر الوزراء، وقادة الدولة العسكريين والمدنيين، وبطاركة الروم والأرمن، وحِبر اليهود، وممثلين عن طائفة الحرفيين، ورسل أُخر حضروا إعلانَ السُلطانِ الفرمانَ. لم يُعلَن الفرمان نتيجةً لتمرد شعبي، أو ضغط بعض الطوائف. يُعَدُ فرمان التنظيمات الذي يُمثل أول رد فعل للإمبراطورية العثمانية علي الاستعمار الفرنسي، والثورات التي انتشرت في أوروبا يُعد من الناحية القانونية أول فرمان يتضمن تطورات كبيرة في فروع القانون المُختلفة مثل قانون العقوبات، وقانون الإدارة، وقانون التجارة.
السلطان: عبد المجيد
المُعِد: مصطفي رشيد باشا
التاريخ: 3 نوفمبر 1839
نص الفرمان علي ضرورة إصدار قوانين جديدة (Kavanini Cedide) لإدارة الدولة بشكل جيد. وتضمن هذا الفرمانُ الذي لم يحتوِ على كل بنود ومواد كثيرة العديدَ من المبادئِ المُتعلِقة بتحديد واستخدام سلطة الدولة إلي جانب إتاحة الحقوق والحريات الأساسية للشعب العثماني، ويُمكن تلخيص هذه المبادئ كما يلي،
1 _ مبدأ الضريبة وفقًا للوضع المالي، يتضمن هذا المبدأ أن تُفرض الضريبة على كل فرد وفقًا لوضعه المالي، ولا يُتبع نظام الالتزام.
2_ مبدأ شرعية نفقات الدولة.
4_ الضمانات المُتعلِقة بالمُحاكمة الجنائية، ينص هذا المبدأ علي حق المُحاكمة أي لا يجوز مُعاقبة شخص دون مُحاكمته، فتُرفع دعاوٍ قضائية علي مرتكبي الجرائم، ولا يجوز تنفيذ عقوبة الإعدام علي شخص طالما لم تُصدر المحكمة أمرًا بهذا، وخوَّل السلطانُ المحاكمَ سُلطة الجزاء العُرفي.
5_ سلامة الروح (Emniyeti Can)، فأساليب مُحاكمة الأشخاص كما نص الفرمان مُرتبطة بسلامة الروح.
6_ الحفاظ علي العِرض والشرف (Mahfuziyati İrz ve Namus)، ينص هذا المبدأ علي عدم المَساس بعرض وكرامة أي شخص.
7_ حق الملكية (Mahfuziyati Mal)، ينص هذا المبدأ علي أن لكل إنسان حق الملكية، وتحمي الدولة هذا الحق.
8_ مَنع المصادرة، ألغي هذا المبدأ نظام المصادرة الذي يحرم الوَرَثة من الإرث إذا ارتكب الشخص صاحب الإرث جُرمًا، فأصبح بإمكان كل شخص أن يترك ماله وإرثه.
10_ مبدأ المُساواة، ينص هذا المبدأ علي انتفاع الشعب كله بكافة الحقوق التي نص عليها الفرمان دون تمييز ديني.
11_ إعداد القوانين، تُفعَّل القوانين بعد أن يُعدها المجلس الذي يُعرف بمجلس الأحكام العدلية، ويُصدِّق السُلطان عليها. كما أن بحث القوانين داخل المجلس، ومناقشتها، وبعد ذلك إعدادها كل ذلك أشبه بنظام برلماني.
12_ سيادة القانون، وفقًا لما نص عليه الفرمان فالقوانين التي تُعد يلتزم بها السلطان، والعلماء، والوزراء.
ساعد فرمانُ التنظيماتِ علي ظهورِ تيَّارٍ دستوري كوَّنه جماعة من صغار المثقفين الذين تابعوا التطورات الدستورية الغربية إلي جانب الحركات الجديدة التي ظهرت. لعبت هذه الجماعة التي عُرفت بالشباب العثمانيين دورًا فعَّالًا في إعلان الشرعية في الفترات القادمة، وكذلك في إعلان القانون الأساسي أول دستور تركي.

### فرمان الإصلاحات
السلطان: عبد المجيد
المُعِدون: الدولة العثمانية و إنجلترا و فرنسا
التاريخ: 28 فبراير 1856
عدد المواد: 56
أُعلن الباب العالي فرمان الإصلاحات في 28 فبراير عام 1856 أي في الأعوام الأخيرة لحرب القرم، وذلك بحضور كل الوزراء، وكبار المسؤولين، والبطاركة، ورئيس الأحبار، وزعماء الجماعات. وتم إبلاغ الدول التي أعدت اتفاق باريس. ساندت كل من إنجلترا، وفرنسا، والنمسا الدولة العثمانية ضد روسيا في حرب القرم، فوضع رُسل إنجلترا وفرنسا في إسطنبول مع علي باشا فرمان الإصلاحات المُكوَن من عدة شروط، وكان ذلك عِوَضًا عن المساندة، وشرطًا لانضمام الإمبراطورية العثمانية للعائلة الأوروبية، وصدَّق السلطان عليه. ولا يُعد فرمان الإصلاحات ميثاقًا من الناحية القانونية، وإنما هو شبيه بالوثيقة الدستورية. وغرض هذا الفرمان هو تحقيق المُساواة بين الطبقات العثمانية. وقعت مسؤولية تطبيق الفرمان علي عاتق مُحمد أمين باشا بشكل مباشر. المواد الثلاث الأُوَل من الفرمان عبارة من مقدمة عامة، وكلمة لمُحمد أمين باشا، وإجمالي مواده 35 مادة. أحكام الفرمان باختصار هي كما يلي باستثناء الثلاث مواد الأُوَل.

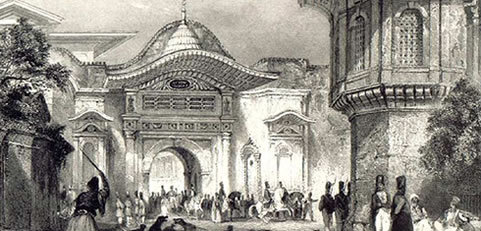
الباب العالي الذي أُبْرِمَ فيه الفرمان

1 _ قبلت الدولةُ العثمانيةُ المبادئَ التي نص عليها فرمان التنظيمات، وظلت مُفعَّلةً بوجود الفرمان.
2 _ تم التأكيد بشكل رسمي مرة أخري علي الامتيازات التي تُعطي لكافة الأديان.
3 _ لا يتم التدخل في أموال رهبان المسيحيين المنقولة وغير المنقولة.
4 _ أصبح من حق غير المسلمين أن يبحثوا الحقوق التي تُعطي لهم مع اللجان التي تُشكل بأمر من السلطان، وأن يقترحوا الأنظمة الموائمة للعصر.
5 _ تُعدَّل السلطات المعطاة لرجال الدين بالشكلِ المُلائمِ للعصر، كما نص علي فترة التعيين، وأُسس حلف اليمين.
6_ ارتبطت دخول طبقة الرهبان بقاعدة محددة. فأُلغيت الضرائب التي يدفعونها للكنيسة، وتَقرر أن تُعطِي لهم الدولة الأُجور وفقًا للمكانة في العمل. وبناءً علي هذا بدأت طبقة الرهبان تتقاضي معاشًا، وأصبحوا ضمن طبقة موظفي الدولة.
7 _ لا يُمنَعُ غير المسلمين من بناء أماكن العبادة الخاصة بهم، وكذلك مدارسهم، ومستشفياتهم، ومقابرهم. كما نص الفرمان علي أن يُعطَي لهم الإذن لبناء كل ما يخصهم.
8 _ أُلغيت النواهي التي تعوق أحد المذاهب من إقامة الطقوس الدينية الخاصة به. وبناءً علي هذا تحققت حرية العبادة.
9 _ أكَّد الفرمان بشدة علي أن كافة الأفراد أيًا كانت ديانتهم سواءً أمام القانون، فلا يُمكن تمييز فرد علي آخر، فقد نص الفرمان علي (لا يجوز تمييز طبقة من الطبقات الحاكِمة علي طبقة أخري بسبب الدين، أو اللغة، أو الجنسية).
1. أُعطي لكافة الطبقات العثمانية حق التوظيف في مؤسسات الدولة مع تطبيق قواعد المؤسسات المُحددة. وبناءً علي هذا أُلغي شرط الإسلام كشرط من شروط التوظيف، فقد نص الفرمان علي (تُقبل كافة الطبقات العثمانية في المؤسسات والخدمات أيًا كانت ملتهم).

### القانون الأساسي
السلطان: عبد الحميد الثاني
التاريخ: 23 ديسمبر 1876 - 20 إبريل 1924
عدد المواد: 119 مادة و 12 قسما
المجلس: مجلس النواب و مجلس الأعيان
إن القانون الأساسي الذي أعلنه السلطان عبد الحميد الثاني في 23 ديسمبر عام 1876 بعد توليه الحكم هو أول دستور عثماني. وتم اتخاذ دستورَي بلجيكا الصادرعام 1831، وبروسيا الصادر يوم 31 يناير عام 1851 نموذجَين أثناء وضع القانون الأساسي الذي أعدته جمعية خاصة (Cemiyeti Mahsusa) ترأسها مدحت باشا تحت إشراف السُلطان عبد الحميد الثاني . كان ضمن أعضاء هذه الجمعية عشرةَ علماء، وجنديان، وستةُ عشرِ مدنيًا بيروقراطيًا من بينهم ثلاثة مسيحيين. وبعد بذل جهد كبير في إعداد مُسودة الدستور، عُرِضت علي هيئة الوكلاء. وأُعلن في 23 ديسمبر عام 1876 بعد تصديق السلطان عليه وهو ما يُعرَف بالعثمانية (Hattı Humayun).
تعرض بعد ذلك القانون الأساسي المُكوَن من 119 مادة، و 12 قسمًا للتعديل خمس مرات، فحُذِفَت بعض مواده، وعُدِّلَت، ووضعت مواد أخري. أصبح هذا الدستور الوثيقة القانونية للدولة العثمانية وذلك بعد تضمنه الحقوق والحريات الأساسية للمواطنين، وبنية الدولة، وسلطاتها، والعلاقة بينهم.

#### إعداده
أرادت الدول الغربية أن تحصلَ إمارتا صربيا والجبل الأسود علي امتيازاتهما من الدولة العثمانية قبل الحرب، وأن تنال كل من البوسنة والهرسك استقلالهما، وأن تُجري إصلاحات في بلغاريا. وقامت بعرض رغباتها علي الدولة العثمانية، فاجتمع مجلس مُكوَن من مائتي شخص لبحث هذا الأمر. وتقرر أثناء الاجتماع القيام بإصلاحات في كافة المناطق التي تحكمها الدولة العثمانية لا في منطقتها فقط. فتم إعداد وإعلان دستور الإصلاحات الجذرية الذي نوقِش في تلك الفترة. وكان هذا الدستور سوف يضمن الحقوق والحريات للرعية العثمانية، ويُحقق وحدة الأفراد، ويجعل العدل أساسًا، ويُسهم في تَقَدُمِ المُجتمعِ ورفاهيته. وكان من الضروري إقناع العلماء المُعترضين علي الدستور من أجل إعداد هذه الوثيقة التي تخص فئات المُجتمع كافة، فأظهر سيف الدين أهمية الدستور مُقنعًا هذه الفئة أي العلماء. وبناءً علي ذلك عرضت الحكومة القرارات التي اتخذتها علي السُلطان بعد توقيع الصدر الأعظم عليها في 8 أكتوبر عام 1876 . وتضمنت هذه القرارات اقتراح الحكومة علي السُلطان العشرين شخصًا المُرشحين للجنة التي ستضع الدستور. صدَّق السُلطان علي هذه الأسماء التي رشحتها الحكومة، وعيَّن مدحت باشا رئيسًا للجنة. وازداد عدد أعضاء هذه اللجنة مع مرور الوقت.
وأثناء وضع الدستور انقسمت اللجنة لثلاث مجموعات فرعية مختلفة، مجموعة اختصت بأمور الإدارة وترأسها جودت باشا، ومجموعة اختصت بقانون الصحافة وترأسها سيرور باشا، ومجموعة اختصت بالقانون الأساسي وقانون الانتخاب وترأسها ضياء باشا. طلب إسماعيل هامي دانشمد من اللجنة أن تُعد مُسودة دستورية بعد أن بذلت جهدًا كبيرًا في إعداد الدستور. ولم تُقبل داخلَ اللجنةِ المُسوداتُ الدستوريةُ التي أعدها كل من مدحت باشا، وسليمان باشا، وسعيد باشا المَعنيين بالدستور لفترة طويلة. أعدت اللجنة مسودة تحتوي علي 130 مادة بعد جهدٍ كبيرٍ بذلته ثم عرضتها علي الصدر الأعظم، كما عُرِضت المُسودة علي السُلطان بعد أن درستها هيئة الوكلاء. أمَّا السُلطان فقد شكَّل لجانًا مُكوَنة من أشخاص مُختلِفة لدراسة هذه المُسودة. وعرض البيروقراطيون الذين درسوا المسودة أفكارَهم بشأن هذا الموضوع علي السُلطان في تقرير.

#### إعلانه ومُحتواه
اقترح داماد فريد باشا أن توضع مُسودة دستورية تتضمن المادة رقم 113 . وُضِعت مُسودة دستورية بهذه المادة مع إصرار السُلطان علي وضعها داخل الدستور. وقَّع السُلطان علي القانون الأساسي في 23 ديسمبر عام 1876 ثم أُعلن في الباب العالي. وبعد أن قرأ محمود جلال الدين باشا ختم السلطان نشر نص الدستور المطبوع آنفًا وعليه ختم السلطان.
كان القانون الأساسي المُعْلَن في 23 ديسمبر عام 1876 في أحد المراسم يتكون من 119 مادة و 11 قسمًا منهم ما يخص مماليك الدولة العثمانية (1-7)، وما يخص عمومية القانون علي طبقات الدولة العثمانية (8-26)، وما يخص وكلاء الدولة (27-38)، وما يخص الموظفين (39-41)، وما يخص المجلس العمومي (42-59)، وما يخص مجلس الأعيان (60-64)، وما يخص مجلس النواب (65-80)، وما يخص المحاكم (81-91)، وما يخص الباب العالي (91-107)، وما يخص الولايات (108-112)، وما يخص المواد الستة (113-119).

#### الشرعية الأولى

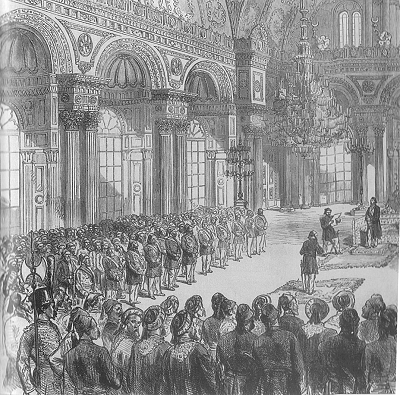
افتتاح مجلس المبعوثان (مجلس النواب) لأول مرة في 24 تموز، 1877

علي الرغم من صدور قرار بتشكيل البرلمان فإنه لم يكن هناك قانونًا للانتخابات حتي هذه الفترة، ولذا أعدت اللجنة قانونًا مؤقتًا (talimati mukavvate). وفقًا لهذا القانون كان البرلمان يتكون من مجلسين هما مجلس النواب الذي ينتخب الشعب أعضائه، ومجلس الأعيان الذي يُنتخب أعضائه من بين موظفي الدولة.
اقترحت الحكومة علي السُلطان في 14 فبراير عام 1878 أن يُغلق المجلس العمومي لفترة مؤقتة، مُصرحةً أن يُصدَر القانون الأساسي قبل افتتاح المجلس العمومي، وأن هذا القانون يُعطي للسُلطان سُلطة إطالة فترة إغلاق المجلس أو فترة عمله. صدَّق السُلطان علي هذا الاقتراح وأبلغ مجلس النواب بهذا.
نصَّت المادة الثالثة من القانون الأساسي أن الدولة العثمانية دولة ملكية، ونصَّت المادة الأولي أنها دولة مُوحدة، ونصَّت المادة الحادية عشرة أن ديانتها هي الإسلام، ونصََّت المادة الثامنة عشرة أن لغتها الرسمية هي اللغة التركية، ونصَّت المادة الثانية أن عاصمتها هي إسطنبول. اشتملت المادة الثامنة والمادة السادسة والعشرون من الدستور علي الحقوق والحريات الأساسية للطبقات العثمانية تحت عنوان (عمومية القانون علي الطبقات العثمانية). فقد اشتملا علي حق التابعيَّة، وحرية الأفراد وسلامتهم، وحرية العبادة، وحرية الصحافة، وحرية تأسيس الشركات، وحق الاستدعاء، وحرية التعليم، ومبدأ المُساواة، وحق التوظيف الحكومي، ومبدأ الضريبة وفقًا للوضع المالي، وحماية المسكن، وضمان القاضٍ الشرعي، ومنع المُصادرة والسُخرة، ومبدأ شرعية الضرائب، ومنع التعذيب، وحق الانتخاب والترشح للانتخابات.

#### الشرعية الثانية
اجتمع خمسة طلاب من كلية الطب هم إبراهيم تمو، وإسحاق سكوتي، وعبد الله جودت، ومُحمد رشيد، وحسين زادة علي من أجل إعادة الإدارة الشرعية مرة أُخري، وأسسوا جمعية سرية ازداد عدد أعضائها مع مرور الوقت سُميت (بالاتحاد العثماني)و ذلك في الفترة التي شهدت إجراءات إغلاق مجلس النواب ، وإلغاء الحقوق، والرقابة علي الصحف. غيَّر أحمد رضا باشا اسم الجمعية ليصبح الاتحاد والترقي بعد أن مثَّلها في باريس. في 3 ديسمبر عام 1895 أعلنت الجمعية أهدافها في جريدة الاجتماع تحت عنوان (برنامجنا). اتخذت جمعية الاتحاد والترقي التي أصبحت جمعية كبيرة مع مرور الوقت بعد أن كانت جمعية سرية صغيرة اتخذت في الاجتماع الذي عقدته ليلة 21 يونيو قرار العصيان العام، وقررت في 24 يونيو إعلان الشرعية. وفي 23 يونيو عام 1908 أرسل كل من مديرو وجند وأشراف وعلماء المُحافظات المُختلِفة برقيات للحكومة لإعادة الشرعية مرة أخري. جُمِعَت هذه البرقيات، وأُرسلت لقصر السلطان، وعندئذٍ اجتمع السُلطان مع مجلس الوكلاء لبحث هذا الوضع. واطلع السُلطان أثناء اجتماعه مع مجلس النواب علي البرقيات المهددة النظام السياسي بالقيام بأعمال ضد النظام الحاكم في حالة عدم إعلان الشرعية. رأت الحكومة بسبب كثرة البرقيات الآتية من البلدات الثلاث منستر، وسلانيك، وكوسوفا ضرورة اجتماع مجلس النواب كي لا يحدث أي تدخل خارجي. كما أمر السُلطان كافة الولايات بإعلان رغبتهم في برقية، طالبًا من مجلس الوكلاء القيام بالإجراءات اللازمة لاجتماع مجلس النواب من جديد. وبهذا الأمر أُعلنت الشرعية مرة أُخري.

## التطورات الدستورية في الجمهورية التركية

### دستور 1921
التاريخ: 20 يناير 1921 - 20 إبريل 1924
المجلس:مجلس الشعب
عدد المواد:23 مادة و مادة مؤقتة

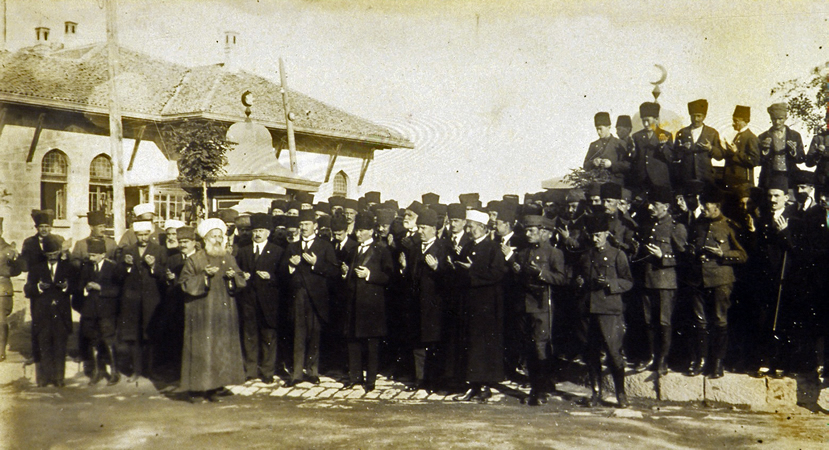
الأعضاء الأُوَل لمجلس الشعب التركي

هذا الدستور رقم 85 والصادر في 20 يناير عام 1921 هو دستور دولة تركيا الذي أسس الدولة القومية بعد الثورة. عرضت هيئة الوكلاء التنفيذيين في 18 سبتمبر عام 1920(مسودة دستورية) علي الجمعية العامة للمجلس. وبعد ذلك أُحيلت هذه المسودة إلي لجنة خاصة (encümeni mahsus)، وأعدت اللجنة تقريرها. ومن 18 نوفمبر عام 1920 حتي قبول الدستور بدأت المباحثات التي ستستغرق شهرين. لم يتم بحث دستور 1921، ولم تُطبق القواعد الخاصة اللازمة للدساتير الجامدة (الأغلبية المؤهلة) أثناء قبوله، وطُبقت قواعد الدساتير العادية.
يعكس إعداده وبنيته الشكلية الظروف الطارئة لحرب التحرير. يُعد دستور 1921 المُكون من 23 مادة ومادة مؤقتة أقصر من الدساتير الأخري. وينص هذا الدستور علي أن الشعب هو مصدر السُلطات دون قيد أو شرط، ويُدير الدولة بنفسه وذاته. لم يكن يوجد منصب رئيس الجمهورية في الشكل الأول للدستور. أُعلنت الجمهورية وفقًا لأحد القوانين رقم 364 والصادر في 29 أكتوبر عام 1923، والخاص بالتعديل التوضيحي لبعض مواد الدستور، وعندئذ ظهر منصب رئيس الجمهورية.

### دستور 1924
التاريخ: 20 إبريل 1924
المجلس: مجلس الشعب التركي
عدد المواد: 105 مادة
شكَّل مجلس الشعب لجنةً مثل لجنة القانون الأساسي مع حاجته لدستور أكثر تفصيلًا، ويُلبي الاحتياجات الجديدة بعد حرب التحرير وهو دستور 1924. استفاد مجلس الشعب من خاصية القوة التأسيسية مع عدم وجود أي مادة في دستور 1921 تتعلق بالتعديل الدستوري، وأعلن أن إجمالي عدد الأعضاء يحتاج لتصويت الثُلُثَيْن. وبعد أن أعدت اللجنة مُسودة الدستور مُستفيدةً من دستورَي بولندا والجمهورية الفرنسية الثانية، نوقشت في المجلس. تمت الموافقة عليها طبقًا للقانون رقم 491 الصادر في 20 إبريل عام 1924 مع تعديل بعض موادها.
حافظ دستور 1924 علي نظام حكومة المجلس الذي يُحقق وحدة القوات وفقًا لمبدأ الحكم القومي (المادة الثالثة). تقع السُلطة التشريعية في يد المجلس، والسُلطة التنفيذية في يد هيئة الوكلاء التنفيذيين (المادة الرابعة). ويُمكن للمجلس أن يُراقبَ هذه الهيئة وأن يعزلها. السُلطة التشريعية تقع في يد هيئة تتشكلُ من مجلس الشعب التركي وحده. يُنتَخَب أعضائها كل أربعة أعوام. يُشكل رئيس الجمهورية والوزراء القوة الإدارية. ينتخب مجلس الشعب التركي رئيس الجمهورية من بين أعضائه كل أربع سنوات. وكان تصديق رئيس الجمهورية علي الوزراء كافيًا كي يبدأوا عملهم، وليس من الضروري تصديق المجلس عليهم. يقع القضاء في يد المحاكم المُستقلة باسم الأمة. يتضمن الدستور الحقوق والحريات الفردية والجماعية فقط تحت عنوان (قانون الأتراك العمومي)(المادة الثامنة)، ولا يتضمن الحقوق الاجتماعية. ولا يُمكن إلغاء القوانين المُناهضة للدستور.
في فترة دستور 1924 الذي ظل مُفعلًا من عام 1924 حتي عام 1960، اختلف النظام السياسي الفعلي عن نظام حكم المجلس الذي يراه الدستور. وحتي عام 1945 لم يكن هناك حزب حاكم إلا حزب واحد هو حزب الشعب الجمهوري. لم تكن القوة السياسية في يد المجلس وإنما كانت في يد مديري الحزب والحكومة علي وجه الخصوص. ولم يكن نظام الحزب يُعطِي للمجلس سُلطة الإشراف علي ما تقوم به الحكومة من إجراءات، فحل حكم الحزب الواحد محل حكم الدستور، وحلت سيادة الحكومة محل سيادة المجلس. لقد تعرض نظام التحزب في تركيا لتوقف استمر حتي عام 1946 مع مجلس الشعب التركي الثاني الذي مارس مهامه في عام 1923. أسس كل من جلال بيار، وعدنان مندرس، وفؤاد كوبرلو، ورفيق كورالتان الحزب الديمقراطي بالإذن الذي حصلوا عليه في 7 يناير عام 1946. أُجريت الانتخابات التي كان من المُقرر إجرائها في عام 1947 في يوم 21 يوليو عام 1946. فحصل حزب الشعب الجمهوري علي 402 مقعد، والحزب الديمقراطي علي 54 مقعدًا، والمستقلون علي 8 مقاعد في مجلس الشعب التركي. وقبل انتخابات عام 1950 صدر قانون انتخابي لأعضاء البرلمان الجدد في العام ذاته. وفي هذا القانون الانتخابي حل التصويت السري محل العد المفتوح ومبادئ الإشراف القضائي. وفي انتخابات 14 مايو عام 1950 حصل الحزب الديمقراطي علي 53.49% من الأصوات أي حصل علي 408 مقعد، وحصل الحزب الشعبي الجمهوري علي 39.98% من الأصوات أي حصل علي 69 مقعدًا، وحصل حزب الأمة علي 3.03% من الأصوات أي حصل علي مقعد واحد، وحصل المُرشحون المُستقلون علي 3.40% من الأصوات أي حصلوا علي 9 مقاعد.
تعرض دستور 1924 للتعديل سبع مرات. بمُقتضي التعديل الأول الذي تم في عام 1928 حُذِفَت العبارات الدينية الموجودة في الدستور. وجاء التعديل الثاني الذي تم في عام 1931 مع ضرورة إعطاء الميزانية لمجلس الشعب التركي قبل ثلاثة أشهر على الأقل من بدأ العام المالي. وبمُقتضي التعديل الثالث الذي تم في عام 1934 أُعطي للنساء حق الانتخاب والترشح للانتخابات. وبمُقتضي التعديل الرابع الذي تم في عام 1937 تضمن الدستور المبادئ الستة لحزب الشعب الجمهوري ومن ثَم أصبحت حكمًا دستوريًا، وبناءً علي هذا ظهرت الاستشارية السياسية في كل وزارة لكن حدث تعديل آخر في نفس العام (التعديل الخامس) بمُقتضاه أُزيلت هذه الاستشاريات غير المُجدِية. أمَّا التعديلان السادس الذي تم في عام 1945، والسابع الذي تم في عام 1952 مُتعلِقان بلغة الدستور، فبمُقتضي التعديل الأول تُرجم الدستور من اللغة العثمانية إلي اللغة التركية الحديثة، وبمُقتضي التعديل الثاني والأخير تُرجم إلي اللغة العثمانية القديمة مرة أُخري. ظل هذا الدستور الذي تعرض لسبعة تعديلات مُفعلًا حتي عام 1960. وأصبح غير مُفعل نتيجة للتدخل العسكري الذي وقع في 27 مايو عام 1960.

### دستور 1961
التاريخ: 9 يوليو 1961

المجلس: مجلس الشعب التركي و مجلس الشيوخ

المواد: 157 رئيسة، و 11 مؤقتة
في الفترة ما بين عامي 1950 و 1960، لقيت تصرفات الأغلبية الحاكمة ردود فعل شرسة من خلال المُظاهرات الاحتجاجية التي قامت في شهري إبريل ومايو من عام 1960، والاشتباكات الأمنية التي وقعت في كل مكان. وفي يوم 27 مايو عام 1960 تولي الجيش إدارة البلاد بزعامة لجنة وحدة وطنية مُكوَنة من 38 ضابطًا. في الحركات الدستورية التي جرت بعد 27 مايو جري تعديل من ناحية استخدام السُلطة فقط.

#### إدارة لجنة الوحدة الوطنية
مرت تركيا بفترة انتقالية طارئة من 27 مايو عام 1960 حتي 25 أكتوبر عام 1961 أي حتي يوم أول اجتماع مُنتخَب وفقًا للدستور الجديد. تشكلت لجنة علمية بين يومي 27 مايو و 12 يونيو لعام 1960 لإجراء التعديل الدستوري. تمت الموافقة علي (الدستور المؤقت) في 12 يونيو عام 1960. وفي هذا الدستور المؤقت حلت لجنة الوحدة الوطنية محل مجلس الشعب التركي. ولكن كانت اجتماعات هذه اللجنة مُختلِفة عن مجلس الشعب فقد كانت سرية ، ولا تُعلن مضابطها. كان رئيس اللجنة يتغير وفقًا للحروف الأبجدية بين أعضاء اللجنة. كان رئيسُ اللجنةِ رئيسًا للدولة في ذات الوقت. كانت السُلطة التنفيذية تقع في يد مجلس الوزراء الذي يُعينه رئيسُ الدولة وتوافق عليه اللجنة. كان يُمكن للجنة أن تُراقب الوزراء في أي وقت، وأن تُقيلهم. ويتم انتخاب الوزراء من أعضاء اللجنة أو من المواطنين غير المُقيدين بأي حزب سياسي في تاريخ 27 مايو عام 1960. ولكن رئاسة مجلس الوزراء كانت ضمن رئاسة الدولة. في البداية كانت النصوص التي أعلنتها لجنة الوحدة الوطنية والمُتعلِقة بالسُلطة التشريعية بمثابة قانون مؤقت، ولكن في 12 يوليو عام 1960 تمت الموافقة عليها كقانون أساسي. قررت اللجنة مواصلة وضع المُسودة الدستورية مع مشاركة جمعية تأسيسية في وضعها، وبعد ذلك عرضت المُسودة لتصويت شعبي، فتشكلت الجمعية التأسيسية بعد ذلك. كُلِّفَت الجمعية بإتمام الدستور في 27 مايو عام 1961. وكان من الممكن إمداد هذه المدة لمدة 15 يومًا مرة واحدة. وإذا لم يُكتمل الدستور حتي هذه الفترة يُنتخب مجلس تمثيلي آخر بانتخاب عام وفقًا لقانون الانتخاب الجديد. وإذا رفض الشعب الدستور لا يُطبق.
عُرِضَ الدستور لتصويت شعبي في 9 يوليو عام 1961، وتمت الموافقة عليه، وأصبح (دستور الجمهورية التركية) بمُقتضي مادته رقم 157 . اجتمع مجلس الشعب التركي في يوم 25 أكتوبر عام 1961 بعد إجراء انتخابات 15 أكتوبر عام 1961، وبذلك انتهت فترة إدارة لجنة الوحدة الوطنية.

#### إعداد الدستور وقبوله
أعضاء هيئة التدريس بكلية الحقوق جامعة اسطنبول الذين أعدوا أحد المُسودتين المعروضتين علي اللجنة الدستورية هم عصمت جريتلي، وطارق ظَفر تونايا، وحسين ناعل كوبالي، وصديق سامي أونر، وحفظي وَلدَت وليد أدا أُغلو، ونجيب شَنسوي، ورجيب ساريجا.
حدد القانون رقم 157 الهدف الأساسي للجمعية التأسيسية وهو (تحقيق مبادئ دولة الديمقراطية والقانون، وإعطاء السُلطة لمجلس الشعب التركي في تاريخ 29 أكتوبر عام 1961 التاريخ المُتأخر علي أن يُكمل في أقل فترة قانونَ الانتخاب الجديد مع دستور جديد ضامن له). كان الدستور الجديد سيتشكل بالتعاون بين مجلس النواب، ولجنة دستورية مُكوَنة من عشرين عضوًا، ولجنة قانون الانتخاب المُكوَنة من عشرين عضوًا أيضًا. وبعد أن تُناقًشَ المُسودات التي تضعها اللجنة داخل اللجنة العامة لمجلس النواب ستُرسَل للجنة الوحدة الوطنية. وستُتِم اللجنة بحثها في فترة تعادل نصف فترة البحث التي تمت في اللجنة العامة لمجلس النواب. وإذا لم تقبل لجنة الوحدة الوطنية رأي مجلس النواب تُناقَش المُسودات في مجلس النواب مرة أُخري. .
أُجري التصويت الشعبي في يوم 9 يوليو عام 1961. كانت نسبة المشاركة فيه أكثر من ثمانين في المائة. وكانت نسبة من قالوا نعم للدستور من الأصوات الصحيحة 61.5 في المائة، ونسبة من قالوا لا 38.5 في المائة. وعندئذٍ أُعلِن الدستور الجديد في المجلة الرسمية رقم 10859 في يوم 20 يوليو عام 1961، وتم تفعيله. أُجريت انتخابات عامة في 15 أكتوبر عام 1961، واجتمع مجلس الشعب التركي في دورته الثانية عشرة في يوم 25 أكتوبر عام 1961. وبناءً علي هذا عاد نظام المجلس كما كان.

#### محتواه
رئيس لجنة الوحدة الوطنية و أعضائها

و رؤساء الجمهورية السابقين الموجودة أسمائهم

في القانون رقم 157 و الصادر في 13 ديسمبر عام 1960

هم بالتأكيد أعضاء بمجلس الأعيان دون وضع شرط العمر في الاعتبار.
إن الدستور رقم 337 والصادر في 9 يوليو عام 1961 أطول من الدساتير التي سبقته، وحجمه مُتناسب مع دساتير العالم. يتكون من 157 مادة أساسية و 11 مادة مؤقتة، وبه جزء خاص بالمُقدمة لم تتضمنه الدساتير السابقة. نَصَ جزء المُقدمة الواقع في نص الدستور وضمن المادة رقم 156 علي المبادئ السياسية والفلسفية الحاكمة لنص الدستور. إن دستور 1961 هو دستور ذو طابع ديمقراطي واجتماعي وفقًا لما تضمنه جزء المُقدمة. أما الاختلاف الآخر بينه وبين الدساتير الأخري فهو وجود هوامش توضح موضوع المواد والارتباط بينها. وهذا لا يقع ضمن نص الدستور.
لم يتم إجراء أي تعديل في دستور 1961 بشأن السلطة التشريعية فهي تقع في يد (مجلس الشعب التركي)، ولكن كانت التعديلات مُتعلِقة بشكل كبير بالبنية الداخلية للمجلس وسُلطاته. مجلس الشعب التركي هو برلمان مُكوَن من مجلسين هما مجلس الشعب، ومجلس الأعيان. يتكون مجلس الشعب من 450 عضو يتم انتخابهم بتصويت عام، ويتشكل مجلس الأعيان من 150 عضوًا يتم انتخابهم بتصويت عام أيضًا، إلي جانب 15 عضوًا يختارهم رئيس الجمهورية لكلا المجلسين. رئيس لجنة الوحدة الوطنية وأعضائها ورؤسائها القدماء الموجودة أسمائهم ضمن القانون رقم 157 والصادر في 13 ديسمبر عام 1960 هم أعضاء أساسيون بمجلس الأعيان. يجب عند انتخاب أعضاء مجلسي الشعب والأعيان اتباع الشروط نفسها باستثناء شرطي العمر والتعليم. بمُقتضي المادة رقم 69 من الدستور تُجري انتخابات مجلس الشعب كل أربع سنوات، أمَّا انتخابات مجلس الأعيان فتُجرَي كل ست سنوات وذلك بمُقتضي المادة رقم 73 من الدستور. تقع السُلطة التنفيذية مثلما تضمن دستور 1961 في يد مجلس الوزراء المُشكل من رئيس الجمهورية ووزراء الحكومة ورئيسها. فطبقًا للدستور وللقوانين تقع السُلطة التنفيذية في يد رئيس الجمهورية ومجلس الوزراء . ينتخب مجلس الشعب التركي رئيس الجمهورية من بين أعضائه المُتجاوزين سن الأربعين والمُتعلِمين تعليمًا عاليًا، بتصويت سري، ولمدة سبعة أعوام، وبموافقة أغلبية أعضاء المجلس أي الثلثان، فإذا لم يُمكن تحقيق هذه الأغلبية في التصويت الأول أو الثاني يُكتفَي بها في التصويتات الاحقة فقط.
أمَّا مجلس الوزراء فيتشكل من الوزراء ورئيسهم. يُعيِّن رئيس الجمهورية رئيس الوزراء من بين أعضاء مجلس الشعب التركي. ويختار رئيس الحكومة الوزراء من بين مَن يحظون بالكفاءة الانتخابية من أعضاء مجلس الشعب أو ممثلي الأمة ثم يعينهم رئيس الجمهورية وذلك بمُقتضي المادة رقم 102 من الدستور. وبهذا الشكل يجب أن يحصل مجلس الوزراء عل تصويت الثقة من مجلس الشعب. كما أن نظام تشكيل الحكومة يتواءم مع نظام الحكومة البرلمانية.
أمَّا السُلطة القضائية فتقع في يد المحاكم المستقلة باسم الأمة التركية. وذُكِر القضاء في القسم الثالث من الجزء الثالث من الدستور. فقد نص علي استقلال المحاكم وتأمين القضاء. ويُعد المجلس الأعلي للقضاء الذي أسسه القضاة من أجل تحقيق استقلالهم أحد المستجدات التي تضمنها دستور 1961 في مجال القضاء. شكَّلَ دستور 1961 المحاكم العليا مثل دار القضاء ومجلس شوري الدولة والقضاء العسكري ومحكمة النقض تدريجيًا. ومن المستجدات التي تضمنها دستور 1961 أيضًا في المجال القضائي تأسيس محكمة دستورية وظيفها جعل القوانين متوافقة مع الدستور. ووفقًا للدستور في شكله الأول تُعطَي للسُلطة التشريعية سُلطة انتخاب خمسة أعضاء من الخمسة عشر عضوًا أعضاء المحكمة.و من المستجدات التي تضمنها دستور 1961 أيضًا إضافة مصطلح (الدولة الاجتماعية) للمبادئ الأساسية للجمهورية التركية وذلك في المادة الثانية من الدستور. هدف الدستور هو إزالة الأسباب الأساسية التي ينجم عنها الظلم والجور الاجتماعي، وبناء نظام اجتماعي واقتصادي عادل، وجعْل الأنشطة الاقتصادية تخدم احتياجات إحدي الأقليات السعيدة علي وجه الخصوص. يختلف مبدأ (الدولة الاجتماعية) في دستور 1961 عن نظام الدولة الذي ضمن الحريات الشخصية فقط في دستور 1924. كما تضمن دستور 1961 الحقوق والحريات الرئيسة التي تنظم الحياة العملية مثل حق تأسيس النقابات العمَّالية (المادة 46)، و (حق الاعتراض والإضراب الجماعي)(المادة 47). وبهذا فإن دستور 1961 هو أول دستور تركي يتضمن حقوقًا مثل حق تأسيس النقابات وحق الاعتراض والإضراب الجماعي ويضمنها.

### دستور 1982
التاريخ: 18 سبتمبر 1982   

المجلس: مجلس الشعب التركي  

عدد المواد: 193 مادة، 7 أفسام

#### التدخل والنظام العسكري
تولت القوات المُسلحة التركية إدارة البلاد في صباح يوم 12 سبتمبر عام 1980. بعد ذلك عاشت الدولة فترة نزيهة لمدة ثلاثة أعوام (من 12 سبتمبر عام 1980 حتي 6 ديسمبر عام 1983) تحت الحكم العسكري. سُميَت مجموعة كبار القادة مديري الدولة بمجلس الأمن القومي، كما تأسست أمانة عامة. أصبح لأعمال المجلس أربعة عناوين هي قانون ومسودة داخلية وبيان وقرار، ورُقِّمت. كادت أن تصبح الإدارة عة العسكرية إيجابًا لمهمة حماية الجمهورية التركية ورعايتها التي يُتيحها قانون الخدمات الداخلية للقوات المُسلحة التركية، وأصبحت شرعية. وبعد ذلك انحل البرلمان ورُفِعت الحصانة البرلمانية عن النواب وعُلِقت الحقوق والحريات الأساسية وأُعلن الحكم العُرفي في كافة نواحي الوطن. وبعد ذلك عُيِّن العسكري المُتقاعد بولند أولوسو رئيسًا للوزراء، وشكَّل الحكومة.

#### الجمعية التأسيسية
رأي مجلس الأمن القومي أن يُشكل جمعية تأسيسية بداخله بمُقتضي قانون صادر في يوم 29 يونيو عام 1981. الهدف من هذه الجمعية التي بدأت مهامها في 23 أكتوبر عام 1981 هو (وضع القوانين الانتخابية، والدستور مع التنظيمات القانونية لبناء دولة القانون الديمقراطي العلماني التي تُحقق السيادة القانونية وتستفيد منها طبقًا لمبدأ المساواة أحد الحقوق والحريات الرئيسة لكل إنسان في ظل العدالة الاجتماعية والتضامن القومي مُحافظة علي أمن المجتمع، ووحدة الجمهورية التركية، وشعبها، وكيانها، واستقلالها، وكذلك تأسيس الأحزاب السياسية).

#### إعداده وقبوله
كانت مهمة وضع المسودة الدستورية من اختصاص مجلس الشوري، أمَّا السلطة القطعية فكانت في يد مجلس الأمن القومي. وبعد أن يعقد مجلس الشوري جلسته الأولي في يوم 23 أكتوبر عام 1981 يقوم بانتخاب رئيسه، ويبدأ اجتهاداته في وضع النظام السياسي الداخلي. شكَّل مجلس الشوري لجنة دستوية مُكوَنَة من عشرة أشخاص برئاسة أورخان ألديكتشتي. وأرادت اللجنة أن تأخذ وجهات النظر حول الدستور الذي سيتشكل علي يد المؤسسات والجمعيات كالجامعات والنقابات والمحاكم العليا وغيرهم. أمَّا مسودة الدستور الأساسي فاعتبارًا من بدايتها مقتبسَة من كتاب (الذكريات) لكنان أورن الموجود بحوذة مجلس الأمن القومي.
تم تسليم المسودة الدستورية التي أعدتها اللجنة بعد جهد كبير بذلته للهيئة الرئاسية لمجلس الشوري في يوم 17 يوليو عام 1982. وفي 4 أغسطس عام 1982 نوقشت هذه المسودة داخل الجمعية العامة آتيةً علي رأس موضوعاتها. وكانت نتيجة هذه المناقشات أن وافق مائة وعشرون شخص علي المسودة الدستورية بعد ما أُجريَ عليها من تعديلات، ورفضها سبعة أشخاص، وامتنع عن التصويت اثنا عشر شخصًا، ولم يشارك فيه سبعة عشر شخصًا. أعد مجلس الشوري بعد ذلك مسودة خاصة بقانون الأحزاب السياسية ومسودة خاصة بقانون الانتخاب داخل اللجنة الدستورية. وبعد أن ناقش مجلس الأمن القومي هذه المسودات وُضِعت أشكالها النهائية. ووفقًا للدستور الجديد الصادر في 14 أكتوبر عام 1982 تنتهي مهمة مجلس الشوري قبل أن تُجرَي الانتخابات العامة.
بعد أن درس أعضاء مجلس الأمن القومي برئاسة كنان أورن، وبعض المدنيين المسودة الدستورية التي وافق عليها مجلس الشوري أعلنها مجلس الأمن القومي دستورًا جديدًا في يوم 24 سبتمبر عام 1982. وأُضيفت علي المسودة مواد جديدة بعد أن وضع مجلس الأمن القومي الشكل النهائي لها. وأُعد في كلٍ من مجلس الأمن القومي ومركز قيادة أركان الحرب المادة التي تجعل الفريق أول ورئيس اللجنة الدستورية كنان أورن رئيسًا للجمهورية تلقائيًا، والمادة التي تُحوِّل وضع أعضاء مجلس الأمن القومي إلي أعضاء بمجلس رئاسة الجمهورية في الفترة الجديدة، و المادة التي تعوق عودة الساسة السابقين للنشاط السياسي.
قبل أن يُعرض الدستورللتصويت الشعبي صدر أحد قرارات مجلس الأمن القومي رقم 70. يتضمن هذا القرار أنه من الممكن أن يُدلي المواطنون غير المحظورين برأيهم الشخصي وفقًا لما تضمنه الدستور. فكانوا سوف يُصرحون بآرائهم شفهًا أو كتابةً من خلال القضاء العالي وديوان المحاسبة والجامعات و مؤسسات العمل الحكومية والنقابات غير المحظورة أنشطتها والجمعيات العلمية والمؤسسات الخاصة والسيمنار و المؤتمرات. لم تطل كل هذه المباحثات باستثناء مقصِد تطوير المسودة الدستورية، و أثناء التصويت الشعبي علي الدستورلم يكن هناك تلقين وتوعية بشأن كيفية كون التصويت الذي سيقوم به الشعب. و أثناء التصويت الذي كان سيُجرَي، كان مَن لا يُدلي بصوته يُحرَم من أن يَنتخِب أو يُنتخَب لمدة خمسة أعوام وذلك بمُقتضي المادة رقم 12 من الدستور. و لم يكن واضحًا ما الذي سيحدث في حالة انتهاء التصويت علي الدستور بالرفض. و في حالة رفض المسودة فهذا يعني الرضا عن فترة الحكم العسكري ودعم الغموض الموجود في الدولة.
عُرِض نص الدستور للتصويت الشعبي في 7 نوفمبر عام 1982. شارك في التصويت 18885488 شخص، الأصوات الصالحة منهم 18841990 صوت. تمت الموافقة علي الدستور بنسبة 91.37 في المائة أي قبله 17215559 شخص وعندئذٍ تم تفعيله.

#### محتواه
يتكون دستور 1982 من سبعة أقسام، و 193 مادة منهم 177 مادة دائمة و 16 مادة مؤقتة. به جزء خاص بالمقدمة. هو أطول دساتير تركيا حجمًا من ناحية المواد ومحتواها. هو أكثر جمودًا من دستور 1961، و أكثر دساتير الجمهورية التركية تفصيلًا. ازداد عدد المواد التي لا يمكن أن تتغير في دستور 1982، و في التعديل الدستوري أُعطيت لرئيس الجمهورية سلطة إمكان عرض التعديل الدستوري للتصويت الشعبي.
بمُقتضي المادة الأولي من دستور 1982 (دولة تركيا جمهورية)، و بمُقتضي المادة الثانية (الجمهورية التركية دولة قانون اجتماعي علماني ديمقراطي يستند إلي المبادئ الأساسية التي نصت عليها المقدمة، و يرتبط بقومية أتاتورك، و يحترم حقوق الإنسان في ظل مفهوم العدالة والتضامن القومي وأمن المجتمع).
تقع السُلطة التشريعية التي تُعد إحدي السُلطات الرئيسة للجمهورية والموجودة في القسم الثالث من الدستور في يد مجلس الشعب التركي. ألغت الهيئة التأسيسية التي أعدت دستور 1982 مجلس الأعيان الموجود في دستور 1961 و شكَّلت برلمان يتكون من مجلس واحد هو مجلس الشعب التركي. وفقًا للنص الأول للمادة رقم 75 من الدستور (كان مجلس الشعب التركي يتكون من 400 عضو يتم انتخابهم بتصويت عام)، لكن بمُقتضي التعديل الدستوري عام 1987 ارتفع هذا العدد إلي 450 عضو، و بمُقتضي التعديل الدستوري عام 1995 ارتفع العدد إلي 550 عضو. و وفقًا لنص الدستور الأول كانت فترة الانتخاب خمس سنوات، لكن باستفتاء 21 أكتوبر عام 2007 تقرر إجراء انتخابات مجلس الشعب كل أربعة أعوام بدلًا من خمسة. يُتيح دستور 1982 إمكان تجديد الانتخابات قبل حلول موعد الانتخابات العامة. يُمكن تشكيل مجلس الوزراء أو لا، و تُجدد الانتخابات إذا لم يُمكن الحصول علي تصويت الثقة (المادة 116)، و إذا لم يُمكن انتخاب رئيس الجمهورية (المادة 102)، و إذا اتخذ المجلس بإرادته قرارًا بإجراء انتخابات مبكرة (المادة 77). كما أن في حالة عدم إمكان إجراء الانتخابات العامة بسبب الحرب فيُمكن لمجلس الشعب أن يؤجل انتخاباته لمدة عام (المادة 78) أو عامين.
بمُقتضي المادة الثالثة من الدستور تستخدم الأمة التركية سلطتها من خلال السلطات الحاكمة طبقًا للمبادئ التي تضمنها الدستور، و بمُقتضي المادة الثامنة من الدستور تقع السُلطة والمهمة التنفيذية في يد رئيس الجمهورية ومجلس الوزراء بما يتواءم مع الدستور والقوانين. وبهذا الحكم فالسلطة التنفيذية في يد اثنين هما رئيس الجمهورية ومجلس الوزراء. حدد الدستور مسؤوليات رئيس الجمهورية وسلطاته و مكانته في المادتين 101 و 108، ومجلس الوزراء في المادتين 109 و 118.

### التوجه للحياة التحزبية
بعد فترة قصيرة من إعداد إدارة مجلس الأمن القومي للإطار القانوني، تأسس حزب الديمقراطية القومية بزعامة الفريق أول المتقاعد ترجوت سونالب في يوم 15 مايو عام 1983 ليصبح أول حزب سياسي في هذه الفترة. و في 20 مايو تقدم الفريق أول المتقاعد علي فتحي أسَنر بطلب لتأسيس حزب تركيا الكبيرة، و ترجوت أوزل نائب رئيس وزراء حكومة دولته لتأسيس حزب الوطن الأم بزعامة ترجوت أوزل، و نجدت جلب مستشار رئاسة الجمهورية في تلك الفترة لتأسيس الحزب الشعبي، و أردل إينونو لتأسيس حزب الديمقراطية الاجتماعية. و أُعطي الإذن بتأسيس الأحزاب السياسية الجديدة اعتبارًا من يوم 15 مايو عام 1983. أُغلق حزب تركيا الكبيرة الذي يدعمه سليمان دميريل وأنصاره بشكل رسمي طبقًا لقرار مجلس الأمن القومي رقم 79. و لم يُسمح لحزب الديمقراطية الاجتماعية وحزب الطريق المستقيم بالمشاركة في الانتخابات العامة التي أُجريت في يوم 7 نوفمبر عام 1983. تمت الموافقة علي قانون الانتخابات الجديد في 10 يونيو عام 1983، و شاركت الأحزاب التي حصلت علي إذن مجلس الأمن القومي فقط في الانتخابات العامة. فاز حزب الوطن الأم بزعامة ترجوت أوزل بالانتخابات بعد حصوله علي 45 في المائة من الأصوات. وفي يوم 6 ديسمبر عام 1983 مارس مجلس الشعب التركي مهامه من جديد، و جرت انتخابات رئاسة الجمهورية.

### فترة 28 فبراير وقرارات مجلس الأمن القومي

#### قرارات 28 فبراير
أثناء اجتماع مجلس الأمن القومي الذي استغرق تسع ساعات والمُنعقد في يوم 28 فبراير عام 1997، صدرت قرارات عُرفت بقرارات 28 فبراير. أحدثت هذه القرارات أزمة بين الجيش والحكومة لعدم توقيع رئيس وزراء هذه الفترة وأعضاء الحكومة عليها. وقَّع رئيس الوزراء علي القرارات الصادرة في يوم 28 فبراير عام 1997 بسبب الضغوط الآتية من داخل الحكومة وخارجها. أمَّا في 13 مارس أُعلن أن مجلس الوزراء وافق علي القرارات الصادرة عن مجلس الأمن القومي.
توبع مركز قيادة أركان الحرب، و لجنة الوحدة الوطنية، و المؤسسات والمنظمات الأهلية، و البلدية، و الجمعية، والأوقاف، و الإعلام المكتوب والمرئي إلي جانب هذا الغرض من أجل تطبيق قرارات 28 فبراير. تقدمت النيابة القضائية العامة للدولة في يوم 21 مايو عام 1997 بطلب للمحكمة الدستورية من أجل إغلاق حزب الرفاهية شريك الحكومة الكبير بسبب الأعمال المناهضة للدستور.

### تعديلات عام 2001
التاريخ: 3 أكتوبر 2011
المجلس: مجلس الشعب التركي
عدد المواد: 45 مادة
عدد الموافقين: 474
تشكَّلت لجنة مصالحة حزبية بها ممثلَان عن كل حزب من الأحزاب الستة الموجود أعضائها بمجلس الشعب التركي. أُعلن استطلاع التعديل الدستوري للأوساط العامة في يوم 14 يونيو عام 2001. كان هذا الاستطلاع الذي أعدته لجنة المصالحة يُعد بمثابة اقتراح تعديلي أقرته هذه اللجنة الخاصة المُشكَّلة، و عُرِض علي رئاسة مجلس الشعب التركي في يوم 6 سبتمبر عام 2001. فعقد المجلس جلسة في 17 سبتمبر لبحث التعديل الدستوري. و بمقتضي المادة رقم 37 من دستور 1982 بدأت مباحثات حول الاقتراح الخاص بتعديل 37 مادة من الدستور في 24 سبتمبر عام 2001. وافق عليه 428 شخص ، و رفضه 17 شخصًا، و امتنع 27 شخصًا عن التصويت، و هناك أربعة أصوات فارغة. جرت أولي مباحثات التعديلات في 25 و 28 من شهر سبتمبر، و جرت المباحثات الثانية في 2 و 3 من شهر أكتوبر.
في الاستطلاع الخاص بالتعديل الدستوري رقم 4709 لعام 2001، و الذي تمت الموافقة عليه في 3 أكتوبر عام 2001، و فُعِّلَ بعد أن نُشِر في الصحيفة الرسمية في 17 أكتوبر عام 2001، و أُجري وفقًا (للقانون المُتعلِق بتغيير بعض مواد دستور الجمهورية التركية)، تم تعديل مقدمة دستور 1982، و المادة رقم 37، و مادة مؤقتة.
قدَّم مجلس الشعب التركي امتحانًا ناجحًا للغاية

بالتعديلات الدستورية التي أُجريت اليوم.

و أكسب شعبنا احترامًا كبيرًا بنجاحه هذا.

و في الوقت ذاته فتح الطريق أمام تركيا

للحصول علي عضوية كاملة في الاتحاد الأوروبي.
صدَّق أحمد نجاد سيزر رئيس الجمهورية في هذه الفترة علي المادة رقم 33 من القانون، و لكن اتخذ قرارًا بعرض المادة رقم 27 التي تُوضِّح مهام ومُخصصات نوَّاب الشعب للتصويت الشعبي، كما غيَّر مجلس الشعب الجزء المُصرح به ووقَّع عليه رئيس الجمهورية. كما أن تعديل المادة رقم 82 المُوَضِّحَة مهام ومُخصصات أعضاء مجلس الشعب والتي نُشرت في الصحيفة الرسمية في 1 ديسمبر عام 2001 كان من ضمن التعديلات الدستورية لعام 2001. أُجري خمسة وثلاثون تعديلًا علي دستور 1982 بمُقتضي تعديلات عام 2001 التي تُعد الاستطلاع التعديلي الأكثر شمولًا الذي أُجري علي دستور 1982. أُجري التعديل علي المادة الخامسة عشرة المُؤقتة، وعلي المواد 13 و 14 و 19 و 20 و 21 و 22 و 23 و 26 و 28 و 31 و 33 و 34 و 36 و 38 و 40 و 41 و 46 و 49 و 51 و 55 و 65 و 66 و 67 و 69 و 74 و 86 و 87 و 89 و 94 و 100 و 118 و 149، و علي نص مقدمة الدستور والقانون. شارك 494 عضو من أعضاء البرلمان في التصويت علي التعديل الدستوري. وافق 474 منهم علي التعديل، و رفضه 16، و امتنع عضو عن التصويت، و هناك صوتان غير صالحَين، و صوت فارغ. بعض التعديلات التي أُجريت بشأن الحقوق والحريات الأساسية هي كالتالي: بتعديلات 2001 قلَّت حالات استخدام الحقوق بشكل سئ، و تم التشديد علي ذلك بإحدي العبارات القوية مثل (الإزالة والإلغاء)، و تم التصريح بإمكان استخدام الدولة والأشخاص للحقوق بشكل سئ أي تم تغيير من بإمكانه استخدم الحقوق بشكل سئ. كما أن عبارة الترغيب والترهيب في دستور 1982 قد تغيرت بمقتضي تعديل 2001 و بعبارة جدية.

### استطلاع الاستفتاء الدستوري عام 2007
أُجريت مجموعة من التعديلات الدستورية وعلي رأسها انتخاب الشعب لرئيس الجمهورية في تركيا، و عُرِضَت للاستفتاء الشعبي في يوم 12 أكتوبر عام 2007. ومن التعديلات التي تم التصويت عليها (انتخاب الشعب لرئيس الجمهورية، و إمكان انتخاب نفس الشخص رئيسًا للجمهورية مرتين أي عشر سنوات فقط، و تقليل فترة العمل من سبعة أعوام إلي ستة، و إتمام انتخابات رئاسة الجمهورية في غضون ستين يومًا قبل انتهاء فترة العمل، و إجراء الانتخابات العامة كل أربع سنوات بدلًا من خمس، و انعقاد كافة جلسات مجلس الشعب بحضور 184 عضو أثناء فترة الانتخابات). كانت نسبة رفض التعديلات 31.05 في المائة من الشعب أي رفضه 8744947 شخص بينما كانت نسبة الموافقة عليها 68.95 في المائة أي وافق عليها 19422714 شخص.

### استطلاع الاستفتاء الدستوري عام 2010
عَرض رئيس الجمهورية عبد الله جول مجموعة التعديلات الدستورية التي قبلها مجلس الشعب للتصويت الشعبي. و في الاستطلاع التعديلي كانت هناك تعديلات تنص علي تضييق مهمة القضاء العسكري وذلك عن طريق الإشراف القضائي علي القرارات النابعة من المجلس الأعلي للقضاة ووكلاء النيابة ومجلس الشوري العسكري، و تأسيس هيئة إشراف عامة، و التنظيمات المُتعلِقة ببنية المحكمة الدستورية والمجلس الأعلي للقضاة ووكلاء النيابة. و كانت نتيجة التصويت الشعبي الذي أُجري في يوم 12 سبتمبر عام 2010 أن تمت الموافقة علي التعديلات الدستورية بنسبة 57.93 في المائة بينما كانت نسبة الرفض 42.07 في المائة، وعندئذٍ تم تفعيلها.

### جهود وضع دستور ذو طابع ديمقراطي ومدني بعد دستور 1982
أُجريت العديد من الإصلاحات الجذرية علي الدستور عقب قبول دستور 1982. أسفرت هذه الإصلاحات الجذرية عن حدوث تطور جدي بشأن حقوق الإنسان. و تم إعداد دستور جديد أكثر من مرة اعتبارًا من التسعينات بحجة أن دستور 1982 لم يكن ذا طابع اشتراكي و ديمقراطي ومدني لأنه جاء عقب التدخل العسكري المناهض لهذه التغيرات. بُذِلت في مجلس الشعب التركي في دورته التاسعة عشرة والذي تشكل بعد الانتخابات العامة التي أُجريت في عام 1991 بُذِلت جهود لتجديد الدستور برئاسة حسام الدين جيندروك رئيس المجلس.
لم يكن دستور 1982 المقبول بعد التدخل العسكري ذا طابع اشتراكي،

و عُرِض للتصويت الشعبي في ظل أوضاع غير ديمقراطية. و لذا كان من الضروري

وضع دستور جديد يستند إلي رغبات قومية.
استمرت هذه الجهود المبذولة بمشاركة ممثلين عن كل حزب في المجلس من عام 1992 حتي نهاية عام 1995. و في ظل هذه الفترة أُجريت تعديلات واسعة النطاق علي الدستور إلي جانب المصالحة التي تمت بين الأحزاب، و ظهر (دستور مُحدَّث). كما بذلت الجمعية التركية للصنَّاع ورجال الأعمال عدة مساع من أجل وضع دستور ديمقراطي واشتراكي و مدني. أول هذه المساعي هو المسعي الذي يحمل اسم (من أجل دستور جديد)، و الذي قام به فريق مُكوَن من أغلبية أعضاء هيئة التدريس بكلية الحقوق جامعة إسطنبول في عام 1992. كان المسعي الآخَر للجمعية التركية للصنَّاع ورجال الأعمال هو المسعي الذي يحمل اسم (المنظورات الديمقراطية في تركيا)، و الذي اقترحه الدكتورالجامعي بولنت تانور، و الذي قامت به لجنة الأعمال البرلمانية بالجمعية. أُعلِن هذا المسعي المُقتبس من الديمقراطية الغربية للأوساط العامة في يناير عام 1997، و عُرِض علي مجلس الشعب التركي. و في هذا المسعي المُتناوَل في ثلاثة أقسام متعلِقًا بالبعد السياسي و حقوق الإنسان و دولة القانون تم شرح و إيضاح الوضع الراهن آنذاك، و وُجِهت انتقادات لقوانين النظام الداخلي و نظام العمل.
اقترح اتحاد نقابات المحامين التركي مسودة دستورية بالتعاون مع لجنة علمية شكَّلها العديد من أعضاء هيئة التربية و التعليم من الجامعات المختلفة، و عرضها علي الأوساط العامة في الذكري السنوية الواحدة و العشرين ليوم 12 سبتمبر. تماشَي هذا المسعي المُسمَي باقتراح المسودة الدستورية، و المُعلَن في عام 2001 مع الظروف الراهنة آنذاك إلي جانب إضافات و تنظيمات تمت في نوفمبر عام 2001. وقع في هذا المسعَي عرض اقتراح المُسودة الدستورية، و المُبرر العام، و اقتراحات المواد، و المُبررات الأكثر تفصيلًا للاقتراحات. و على عكس المساعي التي أُجريت في المجلس في الأعوام الآنفة، بدأ حزب العدالة و التنمية الحاكم جهده في إعداد المُسودة الدستورية الجديدة بنهج و بأسلوب آخر قبل الانتخابات العامة لعام 2007.
ضمَّت اللجنةُ المُشكَّلَة برئاسة نائب الرئيس العام لحزب العدالة و التنمية في هذه الفترة دنجير مير محمد فيرات وزيرَ العدل في هذه الفترة جميل تشيتشك، و نائب الرئيس العام حياتي يازيجي، و مجموعة من وكلاء الرئاسة وهم سعد الله أرجين و بكير بوزداغ و أحمد إيمايا (من أنقرة) و بورخان كوزو (من إسطنبول). و بعد ذلك أصبح الدكتور الجامعي أرجون أوزبودون رئيسًا للجنة. أعلن أوزبودون أن المواد التي لا يُمكن أن تُعدل تتم المحافظة عليها، و أعلن عن تقييد سُلطات رئيس الجمهورية، و أنه تم تحقيق توافق تام مع الاتحاد الأوروبي بشأن الحقوق و الحريات الرئيسة. و أثناء إعداد المُسودة لم يتم اتخاذ أي دولة كمثال وحيد، و تمت الاستفادة من وثائق المحكمة الأوروبية لحقوق الإنسان و تطبيقات الدول المختلفة. وجَّه عدد كبير من رجال العلم و الساسة و الحقوقيين انتقادات للمسودة الدستورية التي أُعِدت برئاسة أرجون أوزبودون لأنها لم تُعد بشكل نزيه و اشتراكي، و لم تُحقق المصالحة الاجتماعية الآتية علي رأس الموضوعات.
و أخيرًا أعدت لجنة الخبراء المُكوَنَة من المحامين و أعضاء هيئة التدريس، و التي بدأت جهودها بدعوة من اتحاد النقابات العمالية الثورية، أعدت تقريرًا تحت اسم (المبادئ الأساسية لوضع دستور ديمقراطي اجتماعي يُحقق الحرية والمساواة).